# Schwalenbach
Schwalenbach is een plaats in de Duitse gemeente Hellenthal, deelstaat Noordrijn-Westfalen, en telt 55 inwoners (2006).